# Christoph Humnig
Christoph Humnig (* 27. Juli 1983 in Frankfurt am Main) ist ein österreichischer Schauspieler.

## Leben
Christoph Humnig absolvierte von 2005 bis 2010 Schauspielstunden in Berlin. Er wirkte vor allem in Kurzfilmen und Theaterproduktionen mit. Eine größere Fernsehrolle hatte er von 2010 bis 2012 als Tom Reichenbach in der RTL Daily Soap Alles was zählt.
Humnig lebt in Wien und arbeitet nach einem Studium als Psychotherapeut.

## Engagement Theater
- 2007 Gastengagement Fabrika Moskau
- 2007 Gastengagement am Theater 89 Berlin
- 2008 Gastengagement am Hans-Otto-Theater Potsdam
- 2008/2009 Gastengagement an den Vereinigten Bühnen Bozen
- 2009 Das Pulverfass (Regie: Prodomos Antoniadis), u. a. am Berliner Ensemble

## Filmografie (Auswahl)
- 2007: The Berlin Wall
- 2007: Polizisten
- 2007: Sechs tote Studenten
- 2007: Antje und wir
- 2008: Sydney
- 2008: ab Jetzt
- 2009: Zeiten ändern dich
- 2009: Mädchensachen
- 2010: Boundaries
- 2010/2011: Alles was zählt
- 2012: Little Thirteen
- 2012: Puppe, Icke & der Dicke
- 2012: Coffeeshop (App-Serie)
- 2012: Zwischen den Zeilen (der Taube auf dem Dach)
- 2012: SOKO Leipzig – Wer einmal stirbt…
- 2012: Notruf Hafenkante – Der Schuss
- 2013: SOKO Leipzig – Das zweite Leben
- 2013: Clara Immerwahr – Regie Harald Sicheritz, ARD/ORF
- 2015: Frauenherzen – Regie Sophie Allet-Coche, Sat.1
- 2015: Mila – Allein war gestern – Regie Patricia Frey, Sat.1
- 2016: Soko Wismar – Geier Sturzflug – Regie Oren Schmuckler, ZDF
- 2020: Homo Echse – Regie Thomas Adamichka
- 2021: Der Prozess – Regie Thomas Adamicka
- 2021/24: Tage mit Naadirah – Regie Josephine Frydetzki